# 하늘의 오두막
하늘의 오두막(Cabin In The Sky)은 미국에서 제작된 빈센트 미넬리 감독의 1943년 뮤지컬 영화이다. 에델 워터스 등이 주연으로 출연하였고 아서 프리드 등이 제작에 참여하였다.
이 영화는 문화적, 역사적, 미적 중요성으로 인해 미국 의회도서관에 의해 미국 국립영화등기부의 보존물로 선정되었다.

## 출연

### 주연
- 에델 워터스
- 에디 로체스터 앤더슨

### 조연
- 레나 혼
- 루이 암스트롱
- 렉스 잉그램
- 존 윌리엄 슈블렛

## 제작진
- 원작자: 린 루트
- 미술: 세드릭 기븐스
- 미술: 레오니드 바시안
- 미술: 에드윈 B. 윌리스
- 의상: 아이린
- 의상: 하워드 수프
- 의상: 길 스틸